# Cocora
Cocora là một xã thuộc hạt Ialomița, România. Dân số thời điểm năm 2002 là 3765 người.